# Schloss Ostankino

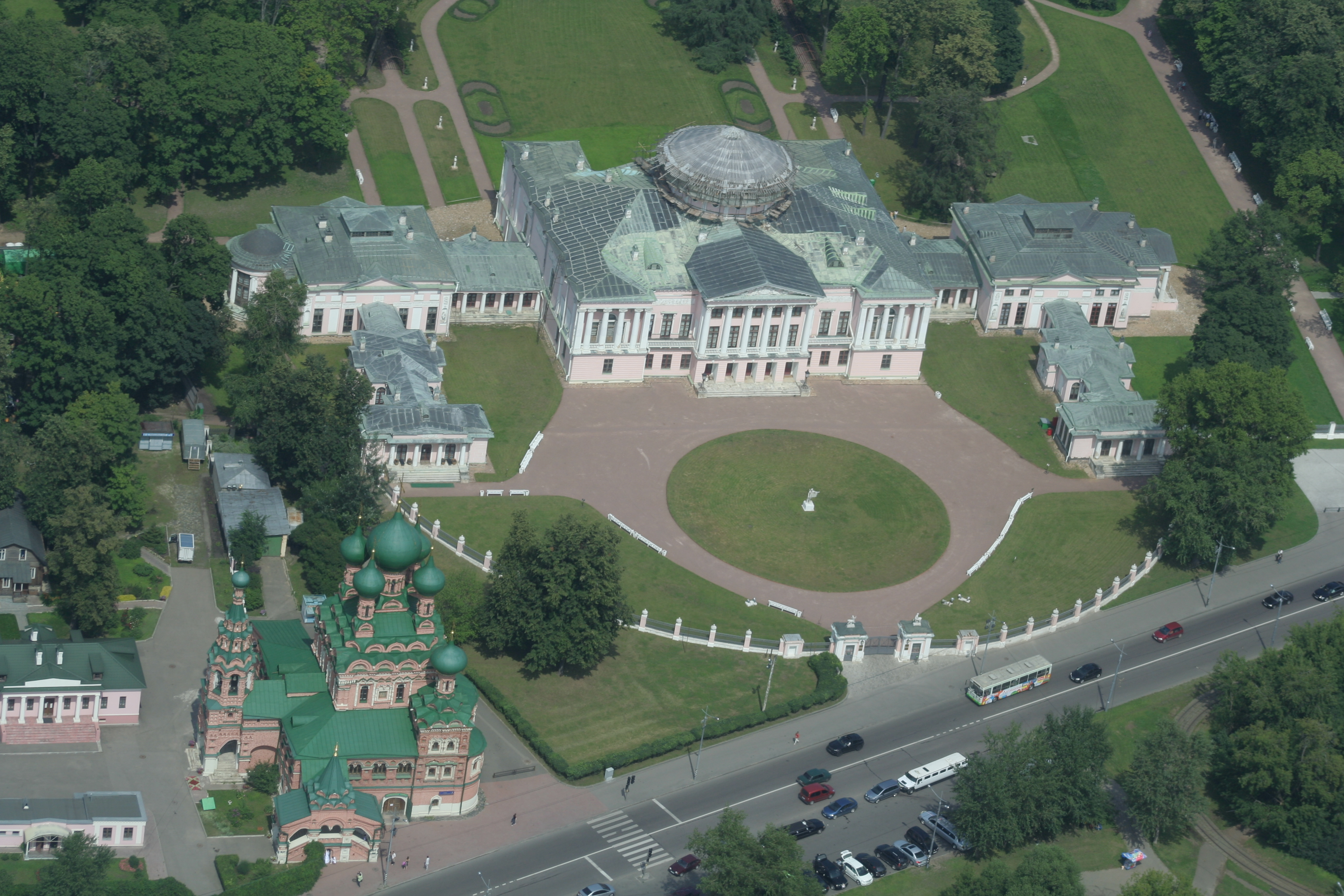
Schloss Ostankino (Blick vom Ostankino-Fernsehturm)

Schloss Ostankino (russisch уса́дьба Оста́нкино) nordöstlich von Moskau war ein Landsitz der Grafen Scheremetew und ist jetzt ein Museum im Botanischen Garten Moskau nicht weit vom Ostankino-Fernsehturm. Das Schloss ist der weltweit drittgrößte Holzbau nach dem Tōdai-ji in Nara und dem Alten Regierungsgebäude in Wellington.

## Geschichte des Schlosses

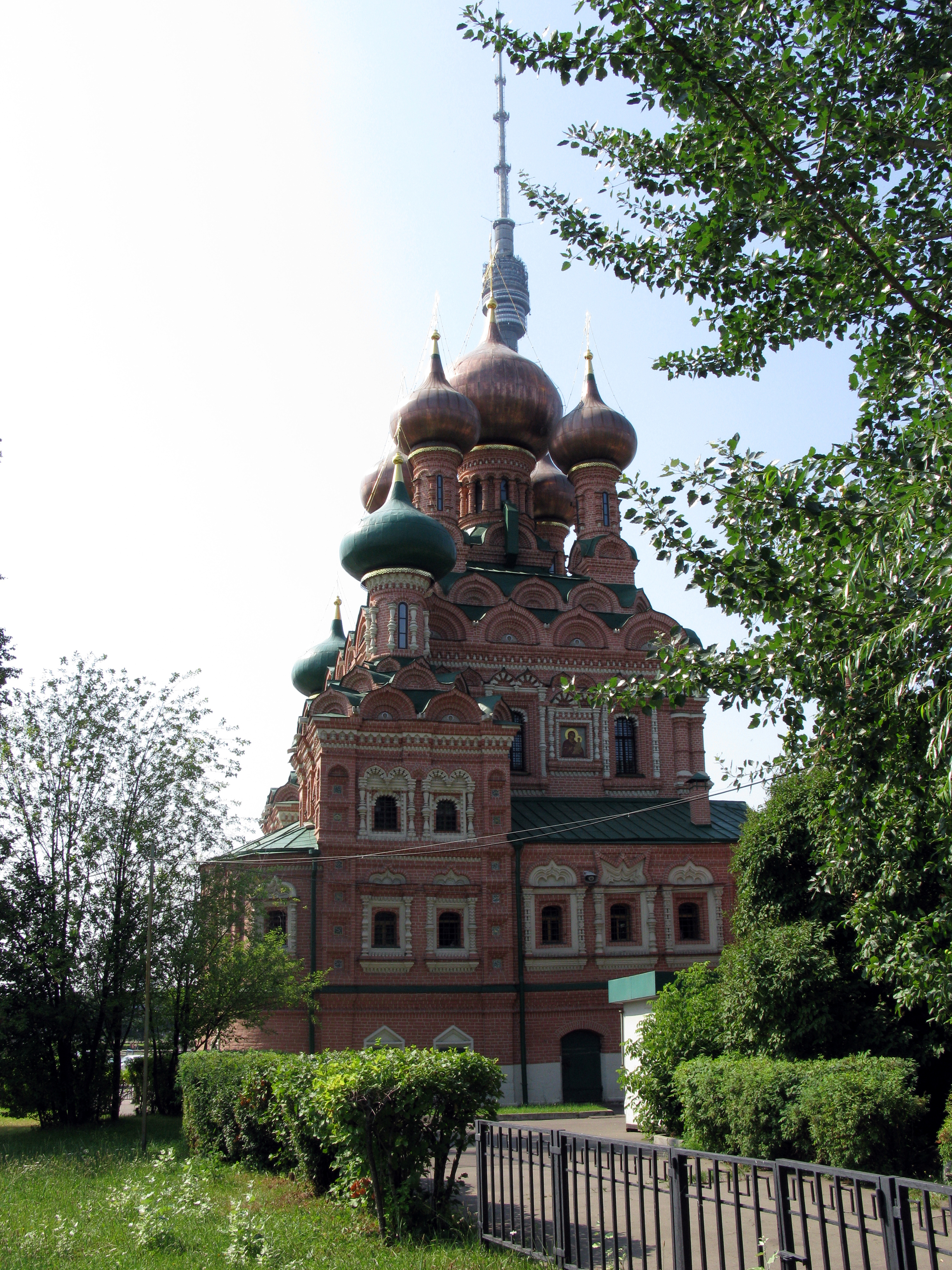
Dreifaltigkeitskirche Ostankino

1558 wurde der Ort Ostankino erstmals erwähnt. 1584 ließ der Siegelbewahrer und Kanzler Wissili Schtschelkalow als Grundherr von Ostankino dort sein Bojarenhaus bauen, einen Teich anlegen, ein Wäldchen pflanzen und eine Holzkirche errichten. Diese Anlage wurde in der Zeit der Wirren zerstört. Erhalten blieb nur der Teich. Fürst Iwan Tscherkasski erhielt das Anwesen von Zar Michael I. und baute das Bojarenhaus und die Dreifaltigkeitskirche 1601 wieder auf. Sein Neffe Fürst Jakow Tscherkassi erbte den Besitz und legte ab 1642 ein Jagdgebiet an. Sein Sohn Fürst Michael ließ Haus und Dreifaltigkeitskirche (1678–1683) erneuern und ein Zedernwäldchen anlegen. Anfang des 18. Jahrhunderts war Ostankino einer der schönsten Herrensitze in der Umgebung Moskaus.
Fürstin Warwara Alexejewna Tscherkasski, Enkelin Fürst Michaels und Tochter des russischen Reichskanzlers Alexei Tscherkasski, war die einzige Erbin des riesigen Besitzes und heiratete 1743 den nicht minder vermögenden Grafen Pjotr Scheremetew, wobei Ostankino zu ihrer Ausstattung gehörte und damit Teil des Scheremetew-Besitzes wurde. Pjotr Scheremetew lebte weiter auf seinem Landsitz Kuskowo, so dass Ostankino nun hauptsächlich landwirtschaftlich genutzt wurde. Er ließ Gewächs- und Treibhäuser bauen und das Haus umbauen. Er beauftragte Johann Manstadt mit der Ausweitung des Parks, um ihn kommerziell nutzen zu können. Zum Park gehörten Gebiete, auf denen sich heute die Ausstellung der Errungenschaften der Volkswirtschaft, der Ostankino-Fernsehturm und der Botanische Garten Moskau befinden. Exotische Pflanzen wurden kultiviert und an reiche Moskauer Familien verkauft, auch an Kaiserin Katharina II. und Fürst Potjomkin.

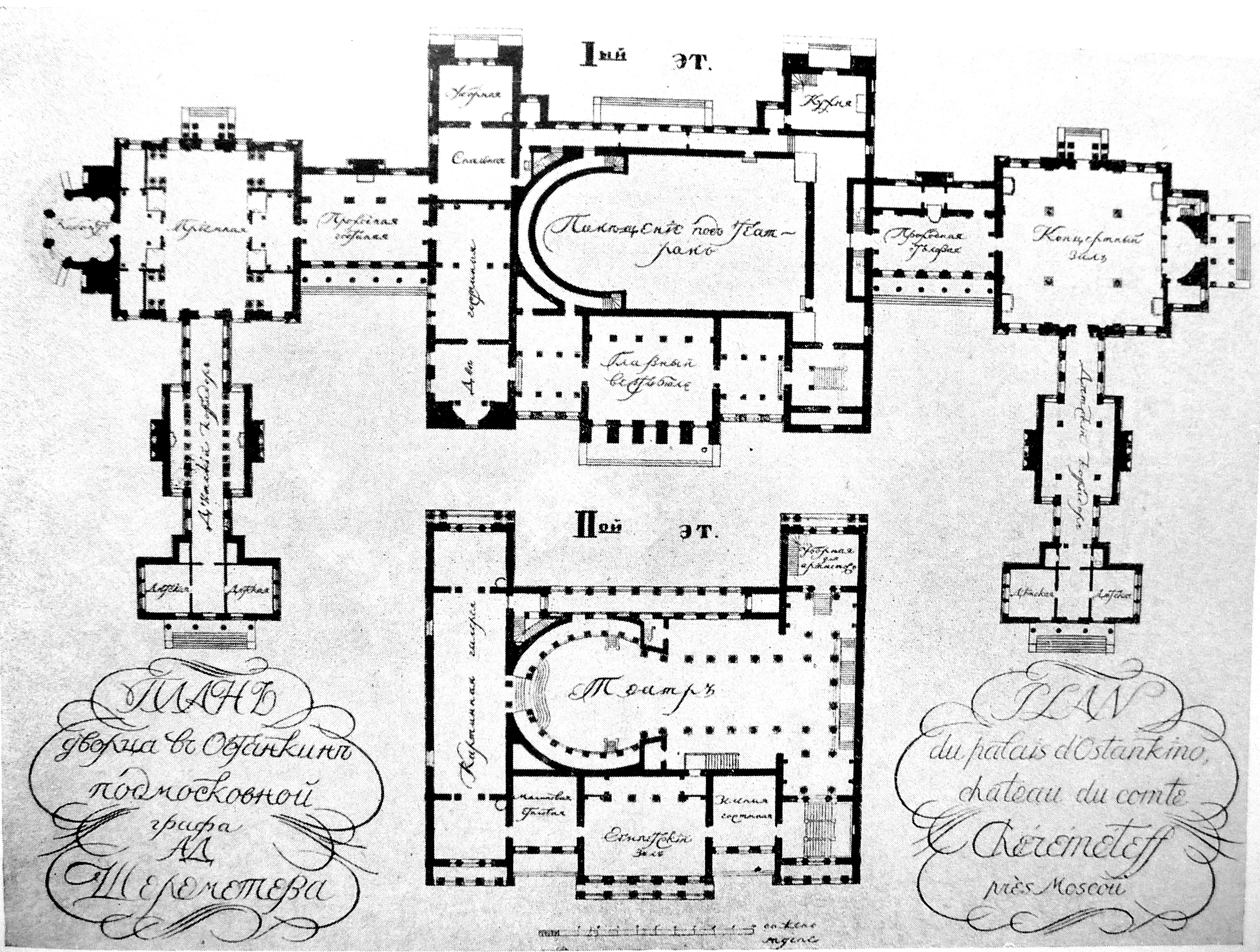
Schloss Ostankino: Pläne der ersten und zweiten Etage

Nach dem Tode Pjotr Scheremetews 1788 erbte sein Sohn Nikolai Scheremetew Ostankino, unter dem das Schloss seine endgültige Gestalt erhielt. 1791–1794 wurde der Park erneuert. 1797 wurde nördlich des Schlosses ein Englischer Landschaftsgarten angelegt.
Nachdem Nikolai Scheremetew in seinen Häusern in Kuskowo, Moskau-Kitai-Gorod und Markowo (bei Ramenskoje) Haus-Theater eingerichtet hatte, ließ er 1792–1798 das Schloss Ostankino zum bedeutendsten Leibeigenen-Theater seiner Zeit umbauen mit Bühne, Zuschauersaal, Umkleideräumen und mechanischen Maschinen. Beteiligt waren die Architekten Giacomo Quarenghi, Vincenzo Brenna, Francesco Camporesi, Karl Blank, J. S. Nasarow und Iwan Starow. Die von Igor Grabar behauptete Beteiligung Wassili Baschenows ist umstritten. Das Theater wurde 1795 eröffnet. Es wurden Opern, Ballette und Komödien aufgeführt. Dabei überwogen die komischen Opern von Nicolas Dalayrac und anderen. Als erster in Russland wandte sich Scheremetew den Reformopern von Gluck zu. Nur die Saison 1797 war öffentlich mit Vorstellungen für Kaiser Paul I. und den abgedankten polnischen König Stanislaus II. August Poniatowski. 1804 nach dem Tode Gräfin Praskowja Scheremetewas, der Frau Nikolai Scheremetews, wurde der Betrieb des Leibeigenen-Theaters eingestellt. Die prächtige Innenausstattung des Schlosses hat sich erhalten, Die Säle mit vergoldeten Holzschnitzereien und das kunstvoll gestaltete Parkett sind Hauptsehenswürdigkeiten. Die Kronleuchter und Möbel befinden sich an ihren ursprünglichen Orten.

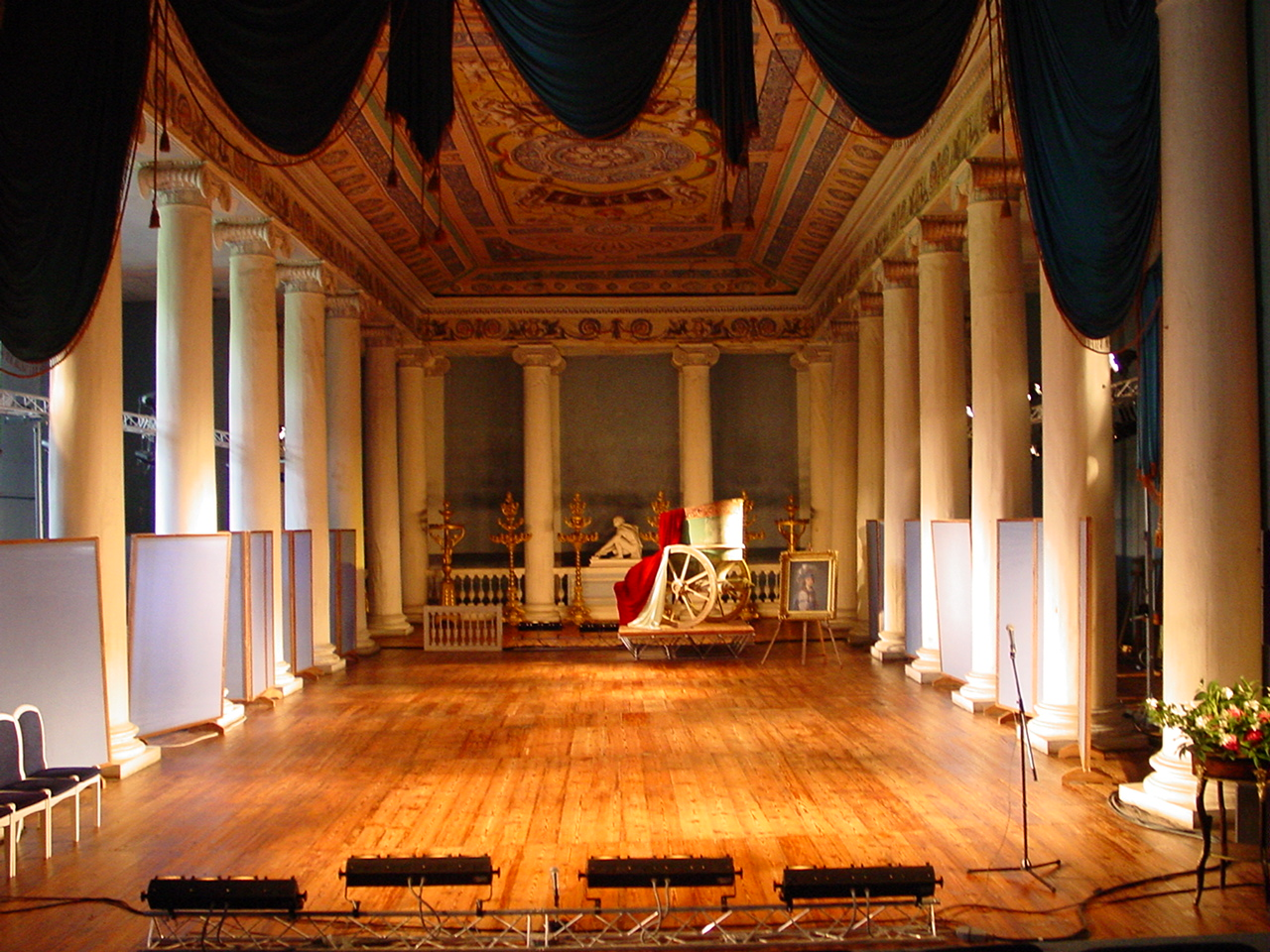
Theatersaal Ostankino

Nikolai Scheremetews Sohn Dmitri Scheremetew tat wenig zur Erhaltung des Schlosses. Während der 1830er Jahre  wurden alte Wohngebäude aus dem 17. Jahrhundert und einige Wirtschaftsgebäude abgerissen. Auch der Park wurde vernachlässigt. 1856 benutzte Kaiser Alexander II. Ostankino anlässlich seiner Krönung in Moskau als kurzzeitige Residenz, wofür einige Räume im Erdgeschoss des Schlosses renoviert und in Wohnräume umgewandelt wurden. Später wurden Teile des Parks an Datschen-Entwickler verkauft und an Bauern verpachtet. In den Gewächshäusern wurden Blumen für den Handel kultiviert.
1918 nach der Oktoberrevolution wurde das Schloss ein öffentlich zugängliches Staatliches Museum für Leibeigenen-Kunst, in dem Opern der Scheremetew-Zeit aufgeführt wurden. Der Park wurde zum Dserschinski-Kultur- und Erholungspark von Witali Dolganow umgestaltet. 2013 wurde das Schloss für die Restaurierung geschlossen. Seit Herbst 2022 ist das Museum mit dem Museumsgut Kuskowo zum Staatlichen Schloss- und Parkmuseums-Reservat „Ostankino und Kuskowo“ vereinigt.